# Grand Moulin de Saint-Saturnin-sur-Loire
Les grand Moulin de Saint-Saturnin-sur-Loire est un moulin situé à Saint-Saturnin-sur-Loire, en France.

## Localisation
Le moulin est situé dans le département français de Maine-et-Loire, sur la commune de Saint-Saturnin-sur-Loire.

## Historique
L'édifice est inscrit au titre des monuments historiques en 1977.